# 붕산염
붕산염(Borate)은 붕소와 산소를 포함하는 산소 음이온인 오르토붕산염BO3−
3, 메타붕산염BO−
2, 테트라붕산염B
4O2−
7과 같은 다양한 붕소 산소 음이온을 총칭하거나, 메타붕산 나트륨Na+
[BO
2]−
 및 붕사(Na+
)
2[B
4O
7]2−와 같은 해당 염의 염이다. 이 이름은 또한 트리메틸 붕산염B(OCH
3)
3과 같은 해당 음이온의 에스터를 지칭하기도 한다.

## 자연적 발생
붕산염 이온은 단독으로 또는 다른 음이온과 함께 붕사, 보라사이트, 울렉사이트(붕소나트로칼슘) 및 콜레마나이트와 같은 많은 붕산염 및 붕규산염 광물에 존재한다. 붕산염은 또한 해수에도 존재하며, 해수에서 저주파 음파 흡수에 기여한다.
일반적인 붕산염 염으로는 메타붕산 나트륨(NaBO2)과 붕사가 있다. 붕사는 물에 용해되므로, 광물 퇴적물은 강수량이 매우 적은 지역에서만 발견된다. 대규모 퇴적물은 데스 밸리에서 발견되었으며, 1883년부터 1889년까지 20마리 노새 팀에 의해 운송되었다. 1925년에는 모하비 사막 가장자리의 캘리포니아주 보론에서 퇴적물이 발견되었다. 칠레의 아타카마 사막에도 채굴 가능한 붕산염 농축물이 포함되어 있다.
붕산염은 거의 모든 과일을 포함한 식물에서도 발견된다.

## 음이온
주요 붕산염 음이온은 다음과 같다.
- 테트라하이드록시붕산염[B(OH)
4]−
, 테트라하이드록시붕산 나트륨Na[B(OH)
4]에서 발견된다.
- 오르토붕산염[BO
3]3−, 트리나트륨 오르토붕산염Na
3[BO
3]에서 발견된다.
- [BO
4]5−
, 칼슘 이트륨 붕규산염 옥시아파타이트 Ca
3Y
7BO
4(SiO
4)
5O에서 발견된다.
- 퍼붕산염[B
2O
4(OH)
4]2−, 과붕산 나트륨Na
2[H
4B
2O
8]에서와 같이
- 메타붕산염[BO
2]−
 또는 그 고리형 삼합체 [B
3O
6]3−, 메타붕산 나트륨Na
3[B
3O
6]에서 발견된다.
- 다이붕산염[B
2O
5]4−, 마그네슘 다이붕산염 (수아나이트)Mg
2[B
2O
5]에서 발견된다.
- 트라이붕산염[B
3O
7]5−, 칼슘 알루미늄 트라이붕산염 (요하치돌라이트)Ca[AlB
3O
7]에서 발견된다.
- 테트라붕산염[B
4O
7]2−, 무수 붕사Na
2[B
4O
7]에서 발견된다.
- 테트라하이드록시테트라붕산염[B
4O
5(OH)
4]2−, 붕사 "데카하이드레이트" Na
2[B
4O
5(OH)
4]·8H2O에서 발견된다.
- 테트라붕산염(6-)[B
4O
9]6−, 리튬 테트라붕산염(6-)Li
6[B
4O
9]에서 발견된다.
- 펜타붕산염[B
5O
8]−
 또는 [B
10O
16]2−, 펜타붕산 나트륨Na
2[B
10O
16]·10H2O에서 발견된다.
- 옥타붕산염[B
8O
13]2−, 옥타붕산 이나트륨Na
2[B
8O
13]에서 발견된다.

붕산염 이온
- 테트라하이드록시붕산염 이온의 구조 ([B(OH)
4]−
). 이 음이온은 붕소 원자에서 사면체형 분자기하를 가진다.
- 오르토붕산염 이온의 구조 ([BO
3]3−). 이 음이온은 평면삼각형 분자기하를 가진다.
- 메타붕산염 이온의 삼합체 구조 ([B
3O
6]3−). 이 음이온은 고리형 분자이며, 붕소 원자에서 평면삼각형 분자기하를 가진다. 이 음이온의 아홉 원자 모두 같은 평면에 놓여 있다.
- 테트라하이드록시테트라붕산염 이온의 구조 ([B
4O
5(OH)
4]2−). 이 음이온은 다리를 가진 두고리형 분자이며, 붕소 원자를 연결하는 산소 원자를 포함하며, 각 붕소 원자당 하나씩의 네 개의 수산화기−OH)와 연결되어 있다. 이 음이온은 두 개의 사배위된 붕소 원자에서 사면체형 분자기하를 가진다. 두 개의 삼배위된 붕소 원자에서 평면삼각형 분자기하를 가진다.
- 테트라붕산염 이온의 구조 ([B
4O
7]2−). 이 음이온은 테트라하이드록시테트라붕산염 이온과 동일한 위상수학을 가지지만, 수산화기가 없고 모든 붕소 원자는 평면삼각형 분자기하를 가진다.[3]
- 과붕산염 이온의 구조 ([B
2O
4(OH)
4]2−). 이 음이온은 붕소 원자에서 사면체형 분자기하를 가진 고리 화합물이다. 이 음이온은 두 개의 가교 과산화물 그룹(−O−O−)과 붕소 원자에 부착된 네 개의 수산화기(−OH), 즉 각 붕소당 두 개씩을 포함한다. 이 고리는 의자 형태를 가진다.[4]
- 옥타붕산 이나트륨의 알파 형태(α-Na
2[B
8O
13])에서 옥타붕산염 이온([B
8O
13]2−)의 반복 단위 구조.[5] 이 음이온은 고리형이며 고분자이다. 음전하를 띠는 붕소 원자에서는 사면체형 분자기하를 가지며, 중성 붕소 원자에서는 평면삼각형 분자기하를 가진다.

## 준비
1905년, 버지스와 홀트는 산화 붕소B
2O
3와 탄산 나트륨Na
2CO
3 혼합물을 융해하면 냉각 시 무수 붕사Na
2B
4O
7(이는 Na
2O·2B
2O
3로도 쓸 수 있다)와 옥타붕산 나트륨Na
2B
8O
13(이는 Na
2O·4B
2O
3로도 쓸 수 있다)에 해당하는 명확한 조성을 가진 두 가지 결정성 화합물이 생성된다는 것을 관찰했다.

## 구조
붕산염 음이온(및 작용기)은 평면삼각형BO
3 및 사면체BO
4 구조 단위로 구성되며, 공유된 산소 원자(모서리) 또는 원자쌍(가장자리)을 통해 결합되어 [B
2O
5]4−, [B
3O
8]7−, [B
4O
12]12−, [B
5O
6(OH)
5]2−, [B
6O
13]8− 등과 같은 더 큰 클러스터를 형성하여 다양한 이온을 구성한다. 이러한 음이온은 고리형 또는 선형 구조를 가질 수 있으며, 무한한 사슬, 층, 그리고 삼차원 골격으로 더욱 중합될 수 있다. 붕산염 음이온의 말단(비공유) 산소 원자는 수소 원자(−OH)로 캡핑되거나 음전하(−O−
)를 가질 수 있다.
평면형 BO
3 단위는 결정 격자 내에서 π-공액 분자 궤도를 가지도록 쌓일 수 있으며, 이는 종종 강력한 고조파 생성, 복굴절, 및 UV 투과와 같은 유용한 광학적 특성을 초래한다.
고분자 붕산염 음이온은 2, 3 또는 4개의 삼각 BO
3 구조 단위로 구성된 선형 사슬을 가질 수 있으며, 각 단위는 인접 단위와 산소 원자를 공유한다. 예를 들어, LiBO
2는 삼각 BO
3 구조 단위의 사슬을 포함한다. 다른 음이온은 고리를 포함한다. 예를 들어, NaBO
2와 KBO
2는 고리형 [B
3O
6]3− 이온을 포함하며, 붕소와 산소 원자가 번갈아 배열된 육각형 고리로 이루어져 있으며, 각 붕소 원자에는 하나의 추가 산소 원자가 부착되어 있다.
결정질 붕산염의 열팽창은 BO
3 및 BO
4 다면체와 이 다면체로 구성된 강성 그룹이 가열 시 구성 및 크기를 실질적으로 변경하지 않지만, 때로는 힌지처럼 회전하여 선형 음의 팽창을 포함한 매우 비등방성 열팽창을 유발한다는 사실에 의해 지배된다.

## 반응

### 수용액
수용액에서 붕산B(OH)
3은 약산(pKa ~ 9)인 브뢴스테드 산으로 작용할 수 있으며, 즉 양성자 공여체로 작용한다. 그러나 물의 자기양성자분해에 의해 생성된 수산화 이온으로부터 전자쌍을 받아들이는 루이스 산으로 더 자주 작용한다.
B(OH)
3 + 2  H2O  [B(OH)
4]−
 + H
3O+
                       (pK = 8.98)
이 반응은 10 μs 미만의 특성 시간으로 매우 빠르다. 붕소 농도가 약 0.025 mol/L보다 높으면 pH 7-10의 붕산 수용액에서 고분자 붕소 산소음이온이 형성된다. 이 중 가장 잘 알려진 것은 광물 붕사에서 발견되는 테트라붕산염 이온 [B
4O
7]2−이다.
4 [B(OH)
4]−
 + 2 틀:H+  [B
4O
5(OH)
4]2− + 7  H2O
용액에서 관찰되는 다른 음이온은 다음과 같은 전체 반응에 따라 붕산 및 테트라하이드록시붕산염과 평형을 이루는 트라이붕산염(1−) 및 펜타붕산염(1−)이다.
2 B(OH)
3 + [B(OH)
4]−
  [B
3O
3(OH)
4]− + 3 H
2O       (빠름, pK = −1.92)
4 B(OH)
3 + [B(OH)
4]−
  [B
5O
6(OH)
4]− + 6 H
2O       (느림, pK = −2.05)
pH 범위 6.8에서 8.0 사이에서 일반식 [B
xO
y(OH)
z]((q−
) (여기서 3x + q = 2y + z)을 가진 "산화 붕소" 음이온의 모든 알칼리 염은 결국 용액에서 B(OH)
3, [B(OH)
4]−, [B
3O
3(OH)
4]−, 및 [B
5O
6(OH)
4]−의 혼합물로 평형을 이룬다.
위에 언급된 복합 붕산염과 마찬가지로, 이 이온들은 붕산보다 더 산성이다. 결과적으로, 농축된 폴리붕산염 용액의 pH는 물로 희석할 때 예상보다 더 증가할 것이다.

### 붕산염 염
몇몇 금속 붕산염이 알려져 있다. 이들은 붕산 또는 붕소 산화물을 금속 산화물로 처리함으로써 얻을 수 있다.

### 혼합 음이온 염
일부 화학 물질에는 붕산염 외에 다른 음이온이 포함되어 있다. 여기에는 염화 붕산염, 탄산 붕산염, 질산 붕산염, 황산 붕산염, 인산 붕산염이 포함된다.

### 붕소를 포함하는 복합 산소음이온
붕산염 삼각형 또는 사면체를 다른 산소 음이온과 응축시켜 황산붕산염, 셀레늄붕산염, 텔루륨붕산염, 안티몬붕산염, 인산붕산염 또는 셀레늄붕산염과 같은 물질을 생성함으로써 더 복합적인 음이온을 형성할 수 있다.
붕규산염 유리는 파이렉스라고도 알려져 있으며, 일부 [SiO4]4− 단위가 [BO4]5− 중심으로 대체되고, Si(IV)와 B(III)의 원자가 상태 차이를 보상하기 위한 추가 양이온이 포함된 규산염으로 볼 수 있다. 이러한 대체는 불완전성을 초래하므로, 재료는 결정화가 느리다. 이는 소다 유리와 달리 낮은 열팽창 계수를 가진 유리를 형성하여 가열 시 균열에 강하다.

## 용도

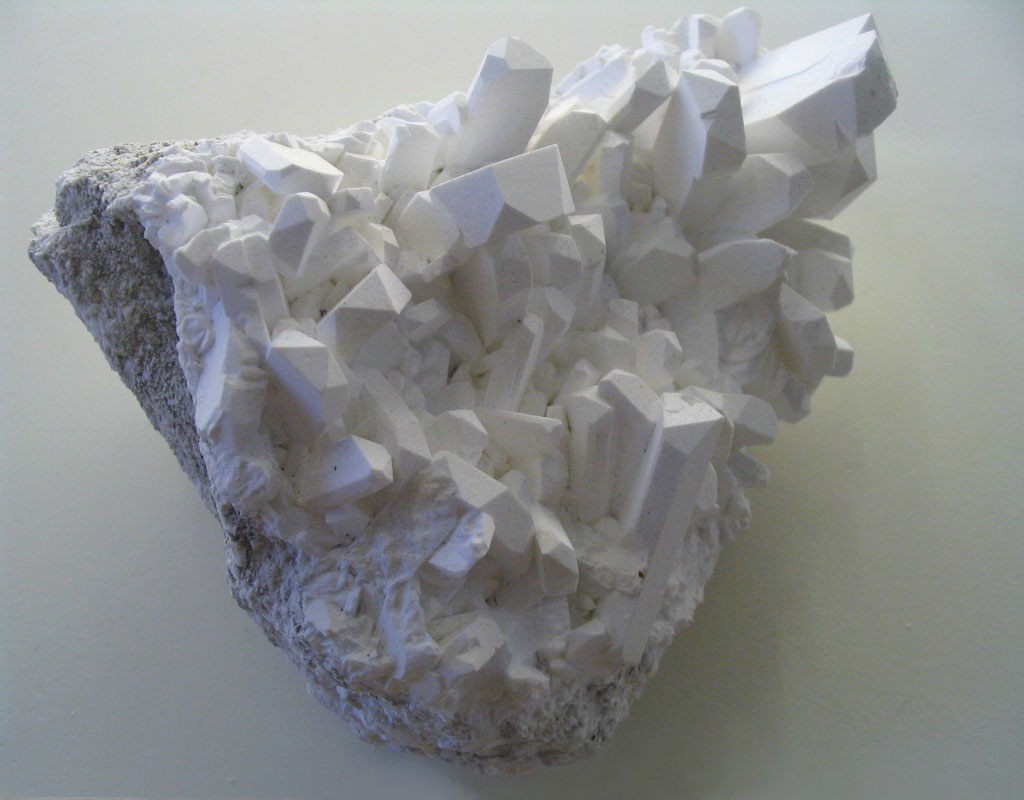
붕사 결정

메타붕산 리튬, 테트라붕산 리튬 또는 이들의 혼합물은 XRF, AAS, ICP-OES 및 ICP-MS에 의한 분석을 위한 다양한 샘플의 붕산염 융합 샘플 준비에 사용될 수 있다. 붕산염 융합 및 편광 여기를 이용한 에너지 분산 X선 형광 분광법은 오염된 토양을 분석하는 데 사용되었다.
옥타붕산 이나트륨 사수화물 Na
2B
8O
13·4H2O (일반적으로 DOT로 약칭)은 목재 방부제 또는 살균제로 사용된다. 붕산 아연은 난연제로 사용된다.
K
2Al
2B
2O
7 및 Cs
3Zn
6B
9O
21과 같이 큰 음이온과 다중 양이온을 가진 일부 붕산염은 비선형 광학 분야에 적용이 고려되었다.

## 붕산염 에스터
붕산염 에스터는 유기 화합물이며, 화학량론적으로 붕산과 알코올(또는 그 16족 원소 유사체)의 응축 반응을 통해 편리하게 준비된다.

## 박막
금속 붕산염 박막은 액상 에피택시(예: FeBO3, β-BaB2O4), 전자빔 증착(예: CrBO3, β-BaB2O4), 펄스 레이저 증착(예: β-BaB2O4,  Eu(BO2)3), 및 원자층 증착(ALD)을 포함한 다양한 기술로 성장되었다. ALD를 통한 성장은 전구체를 사용하여 달성되었으며, 이는 트리스(피라졸릴)붕산염 리간드와 오존 또는 물을 산화제로 사용하여 CaB2O4, SrB2O4, BaB2O4, Mn3(BO3)2, 및 CoB2O4 필름을 증착했다.

## 생리학
붕산염 음이온은 생리적 pH에서 수용액에서 주로 비해리된 산 형태로 발견된다. 동물이나 식물 모두에서 추가적인 대사는 일어나지 않는다. 동물에서 붕산/붕산염 염은 경구 섭취 후 완전히 흡수된다. 흡입을 통해서도 흡수가 일어나지만, 정량적인 데이터는 없다. 제한된 데이터에 따르면 붕산/염은 손상되지 않은 피부를 통해 상당한 정도로 흡수되지 않지만, 심하게 찰과상을 입은 피부를 통해서는 흡수가 일어난다. 이는 신체 전체에 분포하며, 뼈를 제외한 조직에는 보존되지 않고, 소변으로 빠르게 배설된다.

## 같이 보기
- 나노채널 유리 소재
- 다공성 유리
- 바이코어 유리
- 실리퍼티
- 슬라임 (장난감)
- 트리스(2,2,2-트리플루오로에틸) 붕산염